# Verband Region Karlsruhe
Der Verband Region Karlsruhe (bis 2025: Regionalverband Mittlerer Oberrhein) gehört zu den zwölf Raumordnungs- und Planungsregionen in Baden-Württemberg. Er umfasst die Stadtkreise Baden-Baden und Karlsruhe, den Landkreis Karlsruhe und den Landkreis Rastatt.

## Regionalplanung
Als Träger der Regionalplanung in der Region wurde zum 1. Januar 1973 der Regionalverband Mittlerer Oberrhein als Körperschaft des öffentlichen Rechts eingerichtet. Er ist einer von zwölf Regionalverbänden in Baden-Württemberg, von denen zwei auch über die Landesgrenzen hinaus zuständig sind. Die Geschäftsstelle befindet sich in Karlsruhe. Mit der Änderung des Landesplanungsgesetzes vom 29. März 2025 wurde der Name des Planungsverbandes in Verband Region Karlsruhe geändert.

## Bevölkerungsentwicklung
Die Einwohnerzahlen sind Volkszählungsergebnisse (¹) oder amtliche Fortschreibungen des Statistischen Landesamts Baden-Württemberg (nur Hauptwohnsitze).
| Datum             | Einwohner |
| ----------------- | --------- |
| 31. Dezember 1973 | 877.310   |
| 31. Dezember 1975 | 868.557   |
| 31. Dezember 1980 | 869.201   |
| 31. Dezember 1985 | 869.014   |
| 25. Mai 1987 ¹    | 870.119   |
| 31. Dezember 1990 | 912.194   |

| Datum             | Einwohner |
| ----------------- | --------- |
| 31. Dezember 1995 | 953.212   |
| 31. Dezember 2000 | 974.170   |
| 31. Dezember 2005 | 997.855   |
| 31. Dezember 2010 | 1.008.266 |
| 9. Mai 2011 ¹     | 991.130   |
| 31. Dezember 2015 | 1.025.230 |

| Datum              | Einwohner |
| ------------------ | --------- |
| 31. Dezember 2018  | 1.043.465 |
| 30. September 2024 | 1.051.099 |

Im April 2007 wurde die Millionenmarke zum ersten Mal überschritten.

## Raumplanung

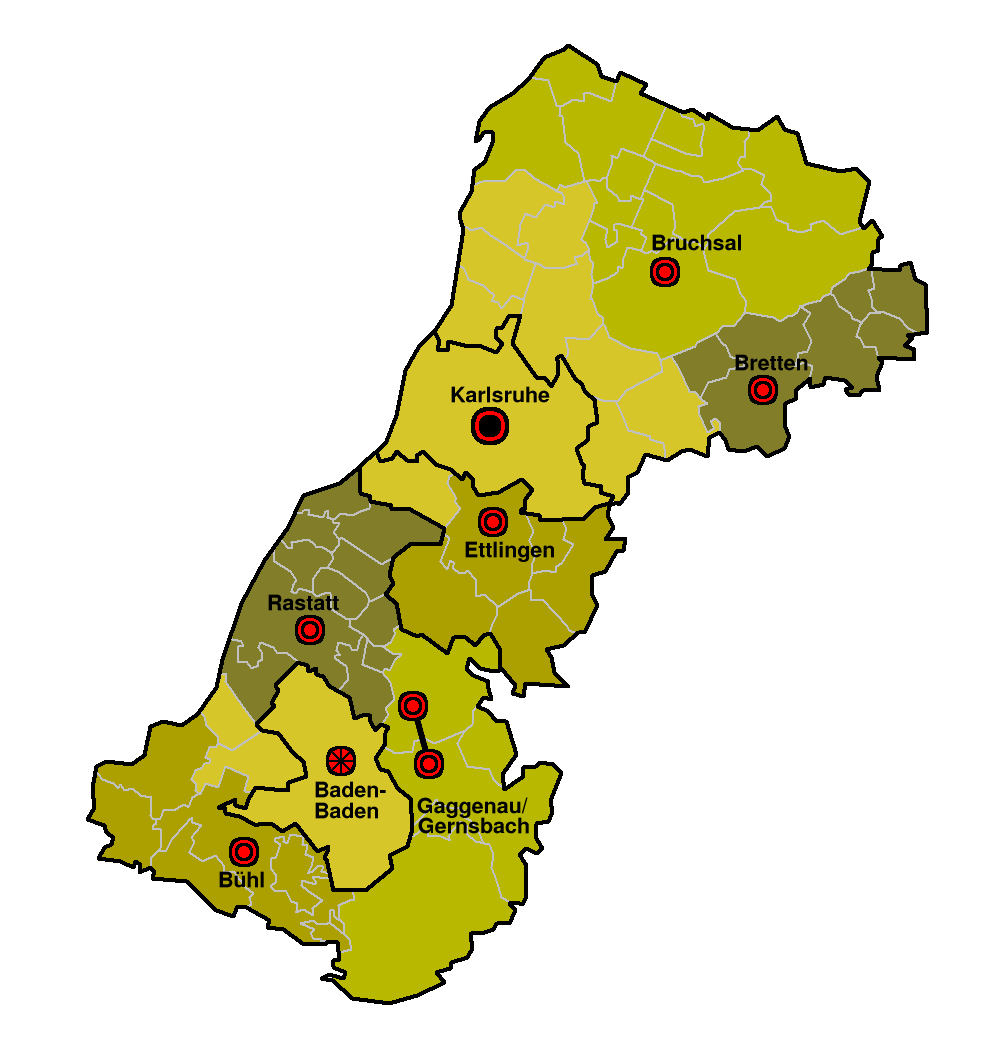
Karte der Mittelbereiche in der Region Mittlerer Oberrhein

Im Planungsgebiet der Region Karlsruhe ist Karlsruhe als Oberzentrum ausgewiesen. Des Weiteren existieren die folgenden Mittelbereiche, deren Abgrenzung in den Artikeln zu den jeweiligen Städten zu finden ist:
- Baden-Baden
- Bretten
- Bruchsal
- Bühl
- Ettlingen
- Gaggenau/Gernsbach
- Karlsruhe
- Rastatt

Die Stadt Baden-Baden ist als Mittelzentrum mit oberzentralen Teilfunktionen ausgewiesen.

### Flächenaufteilung
Nach Daten des Statistischen Landesamtes, Stand 2015.

## Verbandsvorsitzende
- 29. November 1973 bis 9. Februar 2000: Bernhard Ditteney (Landrat des Landkreises Karlsruhe)
- 9. Februar 2000 bis 8. Oktober 2014: Josef Offele (Oberbürgermeister der Stadt Ettlingen a. D.)
- seit 8. Oktober 2014: Christoph Schnaudigel (Landrat des Landkreises Karlsruhe)

## Verbandsdirektoren
- 1974 bis 30. September 2001: Dietrich Schmidt
- 1. Oktober 2001 bis 28. Februar 2022: Gerd Hager
- seit 1. April 2022: Matthias Proske